# Casa Francesc Tusquets
La Casa Francesc Tusquets és un edifici situat als carrers dels Mercaders i de Sidé (antigament Volta d'en Sidé), catalogat com a bé cultural d'interès local.

## Història
El 1797, Lluís Maria de Merlès, senyor de Sant Guim de la Rabassa, va vendre als cònjuges Francesc Comaduran i Rovira i Antònia de Laforge una casa al carrer dels Mercaders i a sobre de la Volta d'en Cirera (actualment Sidé), venda que es va fer efectiva al cap de dos anys. El 1805, van demanar permís per a reconstruir-ne una part que amenaçava ruïna, segons el projecte del mestre de cases Jeroni Vidal. A les obres, hi intervingueren a més el fuster Narcís Carrera, el manyà Esteve Fonfreda, el vidrier Ramon Ravella, el pintor Josep Casas, i el daurador Antoni Brull.
El 1819, el seu fill Francesc Comaduran i Delaforge, prevere beneficiat de la Santa Església, i el seu veí Ramon Casas, batifuller, van demanar permís per a enderrocar el frontis del carrer d'en Quadradas (actualment Sidé). Segons la carta de pagament de les obres, hi intervingueren el mestre de cases Antoni Blanch, els fusters Josep Botey i Josep Vidal, i el manyà Esteve Fonfreda.
L'hereva del matrimoni fou Francesca Comaduran i Delaforge, casada amb el comerciant Antoni Tusquets i Agustí. El 1830, ja vídua, juntament amb el seu fill Francesc Tusquets i Comaduran Delaforge (†1878), va encarregar la reparació del terrat al mestre de cases Antoni Blanch i al fuster Miquel Botey.
El 1840, Francesc Tusquets va demanar permís per a enderrocar fins al primer pis el cos del carrer dels Mercaders, que amenaçava ruïna, i reconstruir-lo de nou, d'acord amb la façana traçada pel mestre d'obres Antoni Blanch. Les obres s'efectuaren entre febrer del 1840 i finals de març del 1842 i foren dirigides pels arquitectes Francesc Vallès i Miquel Geliner, i hi intervingueren, a més de l'esmentant Blanch, el fuster Francesc Bosch, el manyà Guillem Ferrer, el vidrier Joaquim Montoriol i el pintor Francesc Sala.

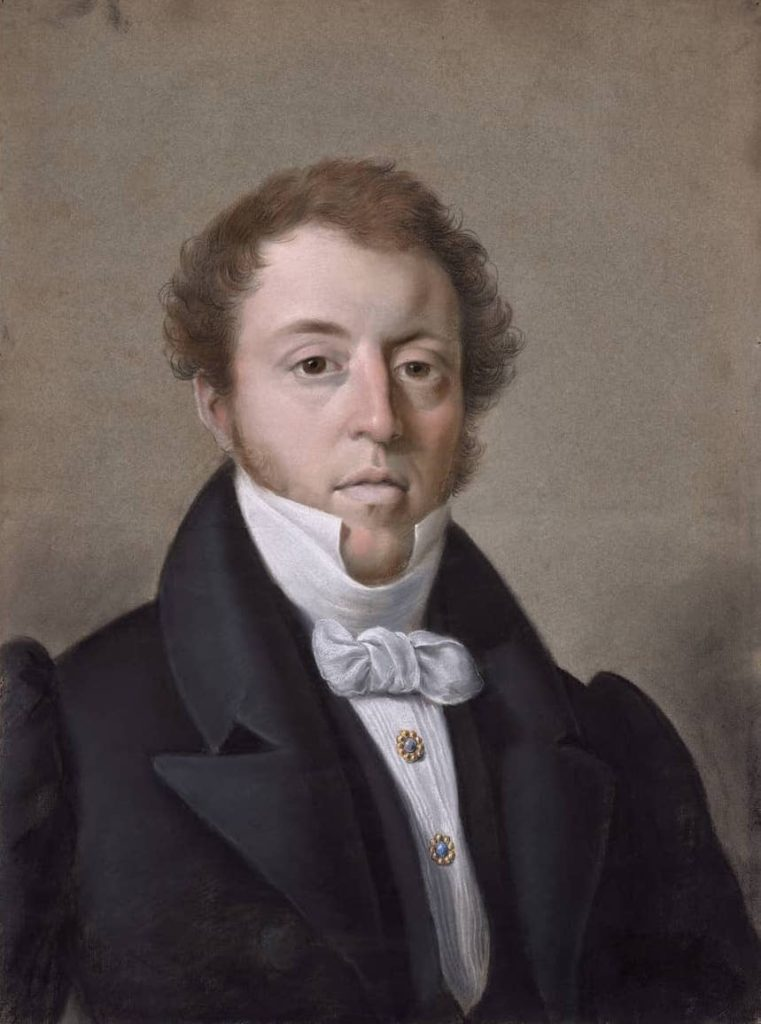
Retrat de Francesc Tusquets i Comaduran de Laforge

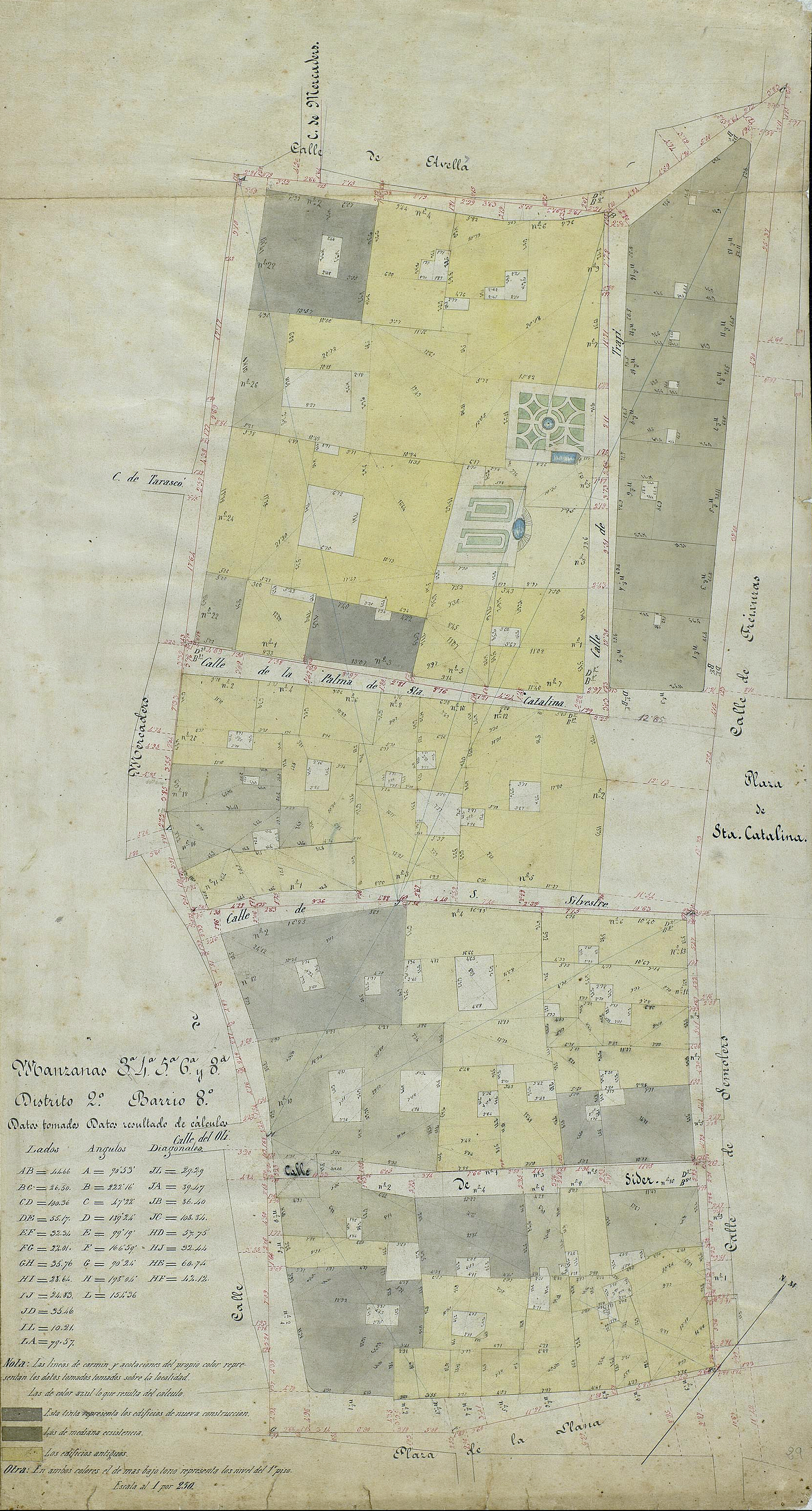
Quarteró núm. 29b de Garriga i Roca (c. 1860)

## Descripció
Edifici de planta baixa i quatre pisos. Als baixos hi ha sis obertures, entre les quals es troba la porta d'accés i un arc rebaixat que condueix al carrer de Sidé i que va ser obert al segle xviii. Al llarg d'aquest pas es disposen tres arcs escarsers que formen dues crugies completades amb un bigam de fusta. Sobre la primera hi ha un cos de l'edifici núm. 10, que és del segle xix, igual que el del núm. 8, recolzat sobre la segona.
Cada pis presenta cinc obertures dividides entre les dues finestres laterals i els tres balcons centrals, cadascun tancat de manera individual. Les finestres estan emmarcades per motllures de pedra i un ampit que descansa sobre dues petites mènsules. A mesura que l'edifici augmenta en alçada, les llosanes dels balcons es van rebaixant cada cop més. La decoració de la façana és estucada i combina una imitació de carreus als laterals amb unes franges horitzontals que recorren tot l'espai intermedi.